# 阿尔巴阿德里亚蒂卡
阿尔巴阿德里亚蒂卡（義大利語：Alba Adriatica），是意大利泰拉莫省的一个市镇。总面积9.5平方公里，人口12440人，人口密度1309.5人/平方公里（2009年）。ISTAT代码为067001。